# Francis Edward Peters
Francis Edward Peters (* 23. Juni 1927 in New York; † 30. April 2020 ebenda) war ein US-amerikanischer Islam- und Religionswissenschaftler sowie Altphilologe.

## Leben
Peters besuchte die Regis High School in Manhattan und schloss den Schulbesuch 1945 ab. Er trat darauf in den Jesuiten-Orden in St. Andrew on Hudson in Hyde Park, N.Y. ein. Darauf studierte er Klassische Philologie an der St. Louis University und erwarb 1950 den B.A., 1952 den M.A. sowie ein Lizentiat in Philosophie an einer der Päpstlichen Akademien in Rom.
Von 1952 bis 1954 lehrte er an der Canisius High School in Buffalo, N.Y. und ließ sich 1954 von dem Gelübde als Jesuit entbinden. 1956 absolvierte er an der Fordham University einen Abschluss in Russischer Sprache und Literatur. 1961 folgte die Promotion in Islamwissenschaften an der Princeton University. Von 1961 bis 2008 lehrte er an der New York University. Dort diente er sowohl als Leiter des Department of Classics als auch des Department of Middle Eastern Studies. Er nahm verschiedentlich Gastprofessuren an anderen Universitäten wahr und kuratierte Ausstellungen im College of the Holy Cross, in der British Library und der New York Public Library.

## Forschungsschwerpunkte
Peters’ Arbeitsgebiet war das vergleichende Studium der abrahamitischen Religionen: Judentum, Christentum und Islam. Ein Spezialgebiet waren die Graeco-Arabica, das Studium der Überlieferung griechischer Philosophen, insbesondere des Aristoteles, über das Syrische und das Arabische.

## Schriften (Auswahl)
Monographien
- Greek Philosophical Terms: A Historical Lexicon, New York University Press (1967)
- Aristotle and the Arabs: The Aristotelian Tradition in Islam, New York University Press (1968)
- Aristoteles Arabus. The Oriental Translations and Commentaries of the Aristotelian Corpus, E. J. Brill, Leiden (1968)
- Harvest of Hellenism: A History of the Near East from Alexander the Great to the Triumph of Christianity, Simon and Schuster, New York, ISBN 0-671-20658-3 (1971)
- Allah's Commonwealth: A History of Islam in the Near East, 600–1100 A.D., Simon and Schuster, New York, ISBN 0-671-21564-7 (1973)
- Jerusalem: Holy City/Holy Places, New York University, Hagop Kevorkian Center for Near Eastern Studies, New York (1983)
- Jerusalem: The Holy City in the Eyes of Chroniclers, Visitors, Pilgrims, and Prophets from the Days of Abraham to the Beginnings of Modern Times, Princeton University Press, ISBN 0-691-07300-7 (1985)
- Distant Shrine: The Islamic Centuries in Jerusalem, AMS Press, New York, ISBN 0-404-61629-1 (1993)
- Hajj: The Muslim Pilgrimage to Mecca and the Holy Places, Princeton University Press, ISBN 0-691-02120-1 (1994)
- Jerusalem and Mecca: The Typology of the Holy City in the Near East, New York University Press, ISBN 0-8147-6598-X (1986)
- Judaism, Christianity, and Islam: The Classical Texts and Their Interpretation, Princeton University Press
  - Volume I: From Covenant to Community, ISBN 0-691-02044-2 (1990)
  - Volume II: The Word and the Law and the People of God, ISBN 0-691-02054-X (1990)
  - Volume III: The Works of the Spirit, ISBN 0-691-02055-8 (1990)
- "The Quest of the Historical Muhammad", in International Journal of Middle East Studies, Vol. 23, No. 3. (August 1991), pp. 291–315
- Muhammad and the Origins of Islam, State University of New York Press, ISBN 0-7914-1875-8 (1994)
- Mecca: A Literary History of the Muslim Holy Land, Princeton University Press, ISBN 0-691-03267-X (1994)
- The Monotheists: Jews, Christians, and Muslims in Conflict and Competition, Princeton University Press
  - Volume I: The Peoples of God, ISBN 0-691-11460-9 (1994)
  - Volume II: The Words and Will of God, ISBN 0-691-11461-7 (1994)
- Judaism, Christianity and Islam: the Monotheists, Recorded Books, Prince Frederick, MD, ISBN 1-4025-3900-2 (2003)
- Islam, A Guide for Jews and Christians, (2003)
- Jerusalem: The Contested City, Recorded Books, Prince Frederick, MD, ISBN 1-4025-3909-6 (2003)
- Children of Abraham: Judaism, Christianity, Islam, with a foreword by John L. Esposito, Princeton University Press, ISBN 0-691-07267-1 (2004)
- The Voice, the Word, The Books. The Sacred Scriptures of the Jews, Christians and Muslims, Princeton University Press, ISBN 0-691-13112-0 (2007)
- Jesus and Muhammad. Parallel Tracks, Parallel Lives, Oxford University Press, New York, ISBN 978-0-19-974746-7 (2010)

Herausgeberschaften
- Arabs and Arabia on the Eve of Islam, Aldershot, Brookfield, Vt., ISBN 0-86078-702-8 (1999)
- Reader on Classical Islam, Princeton University Press, ISBN 0-691-03394-3 (1994)

Autobiographie
- Ours, The Making and Unmaking of a Jesuit, Penguin Books, New York, N.Y., ISBN 0-14-006317-X (1982)